# Ренье, Наташа
Наташа Ренье (фр. Natacha Régnier; род. 11 апреля 1974, Иксель) — бельгийская актриса

, живёт во Франции.

## Биография
Поступила в Высшую национальную школу театрального искусства и средств коммуникации (INSAS) в Брюсселе, но через год была отчислена как не созданная[прояснить] для актерского искусства. Снялась в короткометражке и была замечена французским режиссёром Паскалем Боницером, пригласившим её в своей первый полнометражный фильм, где начинающая актриса с успехом сыграла. Через два года получила мировое признание в роли Мари-Тома в фильме Эрика Зонка «Воображаемая жизнь ангелов».
Снимается на телевидении, играет в театре, выступает как певица вместе с Яном Тирсеном, от которого родила дочь (2002).

## Избранная фильмография
- 1996: Ещё раз/ Encore (Паскаль Боницер; номинация на премию Мишеля Симона)
- 1998: Воображаемая жизнь ангелов /La Vie rêvée des anges (Эрик Зонка; премия Каннского МКФ за лучшую женскую роль, вместе с Элоди Буше; премия Европейской киноакадемии, Премия «Сезар» самой многообещающей актрисе, французская кинопремия Золотая звезда за лучший женский дебют)
- 1999: Криминальные любовники/ Les Amants criminels (Франсуа Озон; премия за лучшую женскую роль МКФ фантастического кино в Малаге)
- 2002: Intrusions (Эммануэль Бурдьё)
- 2003 Vert paradis (Эммануэль Бурдьё)
- 2004: Завтра переезжаем/ Demain on déménage (Шанталь Акерман)
- 2004: Ne fais pas ça ! (Люк Бонди)
- 2004: Мост искусств/ Le pont des Arts (Эжен Грин)
- 2005 Сундук предков
- 2006: La Raison du plus faible (Люка Бельво)
- 2006: Les Amitiés maléfiques (Эммануэль Бурдьё)
- 2007: Boxes (Джейн Биркин)
- 2010: Аэропорт Орли/ Orly (Ангела Шанелек)
- 2012: 38 свидетелей/ 38 témoins (Люка Бельво)
- 2012: Капитал/ Le Capital (Коста-Гаврас)
- 2013: Пена дней/ L'écume des jours (Мишель Гондри)
- 2013: Домашняя жизнь/ La Vie domestique (Изабель Чайка)